# Léchès
Dans la mythologie grecque, Lékhès ou Léchès (en grec ancien : Λέχης) était le fils mortel de la nymphe Pirène et de Poséidon. 

## Mythologie
La nymphe Pirène fut enlevée par Poséidon, le dieu des mers, et emmenée sur le site qui est maintenant Corinthe deviendra par lui la mère de Léchès et de Kenchrias, tout deux mortels. Ensemble, ils fondèrent les ports jumeaux de Corinthe, dans le sud de la Grèce, qui leur doivent leur noms, Léchaion et Cenchrées,. La ville de Léchaion a existé environ 1 000 ans, du sixième siècle avant notre ère au sixième siècle de notre ère. La région subit cependant plusieurs grands séismes qui endommagèrent le port. C’est aujourd’hui le site de nombreuses fouilles archéologiques qui révèlent l’importance de ce lieu comme poste commercial dans la Grèce antique,.

## Sources
- Pausanias, Description de la Grèce 3 vols. Leipzig, Teubner. 1903.  Texte en grec accessible sur la Perseus Digital Library.